# Джонстон (Шотландія)
Джо́нстон (англ. Johnstone, шотл. гел. Baile Eòin) — місто в центрі Шотландії, в області Ренфрюшир.
Населення міста становить 15 640 осіб (2006).